# Alan Guth
Alan Guth (New Brunswick, 27 febbraio 1947) è un fisico e cosmologo statunitense, "Victor F. Weisskopf Professor of Physics" al Massachusetts Institute of Technology..

## Biografia
Guth ha fatto ricerche nell'ambito della teoria delle particelle elementari e su come questa teoria sia applicabile ai primi istanti di vita dell'Universo attraverso la teoria dell'inflazione cosmica, la cui idea di fondo fu da lui proposta per la prima volta nel 1979 alla Stanford University dopo aver assistito ad una lezione di Robert Dicke sul Big Bang.
Nel 1981 propose formalmente la teoria, ipotizzando che l'universo nei primi istanti di vita sia passato attraverso una fase di espansione esponenziale, originata da una densità di energia del vuoto positiva determinante una pressione negativa.
Nel 2006 il satellite WMAP ha prodotto dati che non sono in disaccordo con le predizioni teoriche dell'inflazione. Nel 2014 l'esperimento BICEP2 ha dato risultati che potrebbero confermare tali predizioni teoriche, se convalidati da ulteriori esperimenti o analisi attualmente in corso (vedi Planck Surveyor).
La critica fondamentale alla teoria dell'inflazione è quella di una eventuale non falsificabilità.

## Premi
- 1996 Medaglia Eddington
- 2009 Medaglia Isaac Newton

## Pubblicazioni
- 1997 - L'universo inflazionario - La ricerca di una nuova teoria delle origini del Cosmo